# 提督の決断IV
『提督の決断IV』（ていとくのけつだん・フォー）は、コーエー（現・コーエーテクモゲームス）から発売されたウォー・シミュレーションゲーム。第二次世界大戦を題材にした「WWIIゲームシリーズ」の第5弾シリーズ「提督の決断シリーズ」の第4作。音楽は寺嶋民哉が担当。
2024年現在、シリーズ最新作である。

## 概要
Windows版は1人プレイ専用で、ゲームの舞台を太平洋海域から全世界へと拡大し、プレイ可能な国も日・米・英（蘭豪を含む）・独（伊を含む）の4ヵ国に増加した。また、キャンペーンゲームについてはスタート時の設定により所属陣営変更が可能になり、同一のシナリオの中で様々な状況を楽しめる様になった（通常は史実どおり「米英連合軍」対「日独枢軸軍」という構図だが、「日英」対「米独」、「日」対「米英独」も可能）。
これまでのシリーズとは異なり、全世界の海域が「ドーバー海峡」「ハワイ沖」「ミッドウェー沖」など50の海域に分割されている。そのうちの「重要拠点」を全部制圧すると敵艦隊がどれだけ残っていようともそこでゲームは終了する。海域数が少ないため2-3時間でゲーム終了も可能。勢力拡大の方法が従来の「拠点の占領」から「海域の制海権の確保（海域内の艦船を全滅させ、飛行場を破壊する）」に変更された影響で、前作までは比較的発生し難かった「艦隊同士の戦闘」が容易になった。陸軍が存在しなくなったため、基地の占領と維持、陸戦、陸軍との折衝など、陸軍を重視していたユーザーからは不満の声もあった。
戦略パートは1週間単位のターン制で、4週間で1ヶ月が経過する。戦術パートは3日間（攻撃側の海域突入時刻に左右されるため、72時間ではない）のリアルタイム制。戦略パートにて、艦隊の移動、艦船の建造、航空機の生産、新型艦・新型機の開発、技術開発などを行い、コマンド入力完了後に戦術パートにて戦闘を行う。
戦術パートでの敵海域侵攻時の勝利（戦略的勝利）条件は前述の通り「海域内の艦船を全滅（撤退を含む。以下同じ）させ、全ての飛行場を破壊する」事であり、反対に「味方艦船が全滅」した場合は敗北（戦略的敗北）となる（防衛の場合は逆）。「戦略的に」勝敗が決した場合は制海権が敗者から勝者へと移る。
3日間で勝負が付かない場合は守備側が海域の防衛に成功したとみなされるが、彼我の戦果の多寡により「戦術的勝利」か「戦術的敗北」に分けられる。
なお、侵攻先に敵艦隊と敵飛行場が存在しない場合は無条件で戦略的勝利（防衛の場合は戦略的敗北）となる。また、侵攻または防衛する拠点が一つもないときは、その週は戦術パートがなくなる。
陣営の彼我を問わず、降伏国の提督が合流し、味方の提督として使えるようになる（なお、この場合、降伏国の提督の階級は、少佐は変更なし、中佐は1階級、それ以外の階級は2階級降格となる）。降伏国の残存艦を味方艦隊に含むことはできない。
なお、キャンペーンゲームにおいては、提督の名前、能力を自由に設定できる。本作では前作までと異なり、艦船の建造が迅速且つ安価である。戦艦や空母でも8-20週程度しかかからず、毎週のように建造することも可能。空母は1隻につき150機まで艦上機を搭載でき、3個艦隊・空母12隻での戦闘では最大1,800機の艦上機を使用できる。
パワーアップキットが発売されており、導入すると、シナリオの追加、新ルールの導入、新技術の追加、揚陸艦の導入、提督のエディットなどが行える。詳しくはパワーアップキットの項目へ。

## PlayStation 2版について
PlayStation 2版（以下、PS2版）は、上記PC版とシステム面ではほとんど変わらないものの、戦術フェイズでは戦闘画面がリアルタイム完全3Dで描かれ、非常に臨場感あふれる海戦シーンとなっている。プレイヤーは日米英独のいずれかの艦隊司令長官となって制海権を争い、敵国の母港占領を目指す。
上述の通り、参戦国、枢軸国、連合国の構成は自由に決められるため「日独（連合国）」対「米英（枢軸国）」なども可能。
ただし、枢軸、連合の違いは勝敗時のコメントの違いだけであり、戦闘内容などの違いはない。

## パワーアップキット
PC版
キャンペーン、ショート含めシナリオが追加され、ゲームルールの変更、艦型追加（グラフィックは他の艦型流用）、新兵器の登場、揚陸艦の登場、提督エディタの追加となっている。
ルール変更は主に
- 海戦時に攻撃側艦隊に水上艦が1隻以上残り、守備側艦隊の残存艦が潜水艦だけの状態で飛行場が全て破壊され3日目の23時59分を迎えた場合、その戦闘は守備側の敗北となるよう修正が加えられた。
- 攻撃手段を持たなかった飛行場が水上艦や航空機に対して攻撃できるようになった。
- 航空機、艦型の新規設計、流用設計で航空技術、工業技術レベルの項目が必須となり、該当項目のレベルが低いと設計に必要な鋼材、アルミ数上限値が低く、低性能の機体しかできない（そのため、公式マスターブック掲載の軍艦や航空機は設計できない）。
- 新兵器が追加された。追加された新兵器は、艦上機の発艦速度を向上させるアングルドデッキ[2]、対空火力を増強させるCIWS、誘導弾の命中率を下げるECM、夜間でも飛行可能な夜間戦闘機、天候が嵐以外なら飛行可能な全天候型航空機など。
- 揚陸艦が追加された。海戦時、揚陸艦に目標となる飛行場を指示すれば目標となる飛行場の沖合いで上陸用舟艇が出現し、上陸後に守備側飛行場の耐久値を大きく減らす事ができる。上陸部隊が飛行場を破壊した場合は、飛行場は大破状態で残るため、該当する場所には建設する必要が無くなる。

PS2版
通常版を持っていなくてもパワーアップキットのみでゲームをプレイすることができる。
ただし、メモリーカードに通常版のセーブデータがあると、キャンペーンゲーム・ショートゲーム双方でのゲーム開始時、隠し艦隊を出現させることができる。隠し艦隊の艦船構成はシナリオによって異なるが、全ての艦船の能力値が最大となっている。
また、パワーアップキット版では、基地の残存艦隊が潜水艦のみで飛行場が全て破壊された場合、その戦闘は敗北となるよう修正が加えられた。
通常版では航空機設計の上で、ドイツのホルテン全翼機が飛び抜けた性能を誇っていたが、パワーアップキット版では自国のジェット航空機でもホルテン全翼機並の戦闘力にカスタマイズできるようになった。
艦船設計においては、一部（日本軍プレイ時の戦艦設計など）を除いて、艦型から選んで設計するよりも新規設計を選択し、設計するほうが設計上限は高くなり、より高性能に設計することが可能である。
なお、パワーアップキット版では兵器制限プレイが可能である。航空機・艦船の分類ごとに制限が可能で、例えば、駆逐艦の制限を可にした場合、キャンペーン開始時、全ての艦隊から駆逐艦が削除され（隠し艦隊は除く）、特に資源の少ない日本でプレイした場合に苦しい戦いを強いられることになる。
兵器制限下でゲームをクリアすると報奨を得ることができる。
ただし、日英独同盟などという設定でクリアした場合、制限付きでクリアしたというログは残るが、報奨は音楽鑑賞その他小規模なものとなる（難度高めでクリアした場合クリア項目は白地で、低めでクリアした場合クリア項目は灰字で表示される）。
日独同盟でクリアした場合、制限した艦種の建造期間が半分になる報奨、制限した機種のアルミ消費量が半分になる報奨を得ることができる。
また、制限付きプレイを複数回（日独同盟以上の難度でと推測）することで資金、石油、鉄鋼、アルミの開始時MAX報奨や、セーブデータの不要な隠し艦隊報奨、全拠点での艦船修理可能報奨、全新兵器開発済み報奨などを得ることができることがわかっているが、現時点で詳細は不明。

## シナリオ
- （※1）印はパワーアップキット導入にて追加されるシナリオ
- （※1-1）印はPS2版パワーアップキット導入にて追加されるシナリオ。PC版ではユーザーズページにダウンロードできる (要オンラインユーザー登録)
- （※2）印は「ショートゲームパック#1」としてユーザーズページにて別売。PS2版ではパワーアップキット導入にて追加
- （※3）印は「ショートゲームパック#2」としてユーザーズページにて別売。PS2版ではパワーアップキット導入にて追加
- （※4）印はコーエーファンクラブ会員限定で無料でダウンロード可能（ただし、パワーアップキットではプレイ不可能）

キャンペーン
- 群狼作戦

1929年に発生した世界恐慌は、瞬く間に世界へと波及した。不況にあえぐ各国政府は、国民の不満を逸らそうと強硬な対外政策を採る。だが、それは国家間の緊張を高め、軍備拡張を促すことにつながった。第一次世界大戦の敗戦国ドイツは、ベルサイユ条約を破棄し、Z計画に基づく海軍再建を開始した。1939年半ば、ドイツの潜水艦Uボートは、数こそ多くなかったものの、すでにイギリスにとっては脅威となっていた。
- 日米開戦

開戦当初、ドイツ海軍Uボートは通商破壊戦に成果を上げていた。だがイギリスがUボート対策に力を入れ始めると戦果は急速に落ち込んだ。レーダーを使うと電波でUボートの位置が確認できるため、船団が避けて通るようになったのである。一方、太平洋地域では、軍備拡張を続ける日本に対し、アメリカは石油の禁輸措置などで対抗する。両国が強硬な態度を譲らず絶望的な交渉が幕を閉じようとする中、1941年11月23日、日本連合艦隊はハワイに向け単冠湾を出港したのである。
- 大艦巨砲時代（※1）

1929年に発生した世界恐慌は、瞬く間に世界へと波及した。不況にあえぐ各国政府は、国民の不満を逸らそうと強硬な対外政策を採る。だがそれは国家間の緊張を高め、軍備拡張を促すことにつながった。世界列強はワシントン条約を破棄し、持てる国力すべてを戦艦の建造に注ぎ込んだ。今、先の大戦を遥かにしのぐ、大鑑巨砲時代が幕を開ける。
補足: IFシナリオ。大艦巨砲主義のまま第二次世界大戦が始まる内容。日本・アメリカは艦隊が組まれておらず、ドイツ・イギリスもわずかな艦隊しか持っていないが、各国ともに戦艦を中心とした未配備艦が大量に用意されている。日本は金剛、長門などの実在した戦艦に加えて加賀型戦艦、天城型巡洋戦艦、紀伊型戦艦、十三号型巡洋戦艦などの計画に終わった艦船も所有している。そのため、加賀、赤城は航空母艦ではなく戦艦、巡洋戦艦として登場している。
- 独仏伊連合艦隊（※1-1）

1942年4月、日本艦隊がインド洋方面に進出すると、イギリスは主力の戦艦・空母の大部分をセイロンに集結させた。このため、本国の守りはきわめて手薄になってしまう。この隙をついてドイツ海軍は接収したフランス艦隊を率い攻勢に出る。同時に地中海方面においてもイタリア艦隊が出撃し、ここに独仏伊三国連合艦隊が姿を見せたのである。
補足: IFシナリオ。日本艦隊のインド洋進出とイギリスの本国艦隊派遣は史実通りであるが、これによりイギリス本国の守りが「きわめて手薄になった」ということはない。また、ドイツはメルセルケビール海戦にてフランス艦隊の接収に失敗している。
ショート
作戦終了後、その成否に関係なくキャンペーンゲームに移行できる（ただし、基地の占領状況、物資貯蔵量などに戦果が反映される）。
- 第二次シェトランド海戦（※1）

戦闘年月: 1939年11月第1週
戦闘国:（攻撃）ドイツ第三帝国
　　　 （防衛）大英帝国
戦闘海域: 大英帝国・シェトランド沖
勝利条件: ドイツ第三帝国…敵艦の全滅
　　　　　大英帝国…………敵艦の全滅
第一次大戦後のベルサイユ条約は、敗戦国ドイツには厳しいものだった。ドイツは海軍戦力の所有をほとんど禁じられ、戦艦を含む多くの艦船がスカパ・フローにて自沈したが、実はそれは策略であった。ドイツ艦隊はひそかに保管され、再起のときを狙っていた。1939年、第二次大戦が勃発するとドイツは近代装備に改装した戦艦群を登場させる。イギリスへの雪辱を果たすべく、ドイツ艦隊は意気揚々とシェトランド沖を目指して出航するのだった。
補足: IFシナリオ。ベルサイユ条約によって行われたスカパ・フローでの自沈は見せかけであり、ひそかに保管された艦船群は近代化改修され、再び大英帝国と戦う。正確には第二次ユトランド沖海戦というべきだが、地名を変えられない都合上こうなったものであろう。
- ナルヴィク沖海戦

戦闘年月: 1940年4月第2週
戦闘国:（攻撃）大英帝国
　　　 （防衛）ドイツ第三帝国
戦闘海域: ドイツ第三帝国・ノルウェー沖
勝利条件: 大英帝国…………敵艦の全滅
　　　　　ドイツ第三帝国…敵艦の全滅
ドイツは鉄鉱石をスウェーデンから輸入しており、その輸送には中立国であるノルウェーの沖を経由していた。これに目を付けたのがイギリス海軍大臣チャーチルである。ノルウェー北部のナルヴィクを押さえればドイツの輸送ルートを分断できると考えた。一方ドイツでも海軍総司令官レーダーが同じことに気づいており、ドイツは一歩先んじてノルウェー侵攻に乗り出していた。遅れをとったイギリスは侵攻の事実を確認するため、艦隊をナルヴィク沖へ派遣した。
- 地中海の覇者（※1-1）

戦闘年月: 1940年6月第1週
戦闘国:（攻撃）ドイツ第三帝国
　　　 （防衛）大英帝国
戦闘海域: 大英帝国・西地中海
勝利条件: ドイツ第三帝国…敵艦の全滅
　　　　　大英帝国…………敵艦の全滅
1940年6月、パリを目指して進撃するドイツ軍に呼応するようにイタリアもフランスに宣戦を布告した。新ローマ帝国の建設を夢見るムッソリーニは宿敵フランス艦隊を駆逐する好機と見て艦隊を西地中海に派遣。だがフランス海軍もこのままむざむざと降伏するつもりはなかった。
補足: IFシナリオ表記はないが、実質的にIFシナリオ。イタリア空軍によるビゼルト港空襲やフランス海軍地中海艦隊による軍港ジェノヴァを中心としたイタリア本土への攻撃（ヴァード作戦）はあったものの、このシナリオのようにイタリア艦隊とフランス艦隊が直接、矛を交えたという事実はない。
- メルセルケビル海戦（※1）

戦闘年月: 1940年7月第4週
戦闘国:（攻撃）大英帝国
　　　 （防衛）ドイツ第三帝国
戦闘海域: ドイツ第三帝国・西地中海
勝利条件: 大英帝国…………敵艦の全滅
　　　　　ドイツ第三帝国…敵艦の全滅
ドイツに敗れたフランスでは親独派によるヴィシー政権が誕生。世界第四位の規模を誇った仏艦隊は各地の港に係留され、武装解除して解散することとなった。ドイツのヒトラーは仏艦隊を自国の利益のためには用いないと明言、フランス海軍提督ダルランも艦隊をドイツに渡さないと語ったが、イギリス首相チャーチルは信じなかった。イギリスは、戦艦リシュリューなどの新鋭艦がドイツに渡るのを防ぐため、自ら無力化せんとフランス艦隊への攻撃を開始する。
- マタパン岬沖海戦（※3）

戦闘年月: 1941年3月第3週
戦闘国:（攻撃）ドイツ第三帝国（イタリア王国）
　　　 （防衛）大英帝国
戦闘海域: 大英帝国・東地中海
勝利条件: ドイツ第三帝国（イタリア王国）…敵艦の全滅
　　　　　大英帝国………………………………敵艦の全滅
1941年1月、ドイツはギリシャに向かうイギリス海軍に打撃を与えるよう、イタリアに要請した。以降、度重なる要請に耐えかねたイタリアはようやく出撃を決意。戦艦ヴィットリオ・ベネトを主力とする艦隊をクレタ島に向けて出港させた。3月27日のことである。イギリス地中海艦隊を率いるカニンガム提督は、すでにイタリアによる攻撃を予測していた。輸送船団の航行を中止し、数カ所でイタリア艦隊の出撃を監視、戦闘に備えていた。
- 大西洋海戦

戦闘年月: 1941年5月第3週
戦闘国:（攻撃）ドイツ第三帝国
　　　 （防衛）大英帝国
戦闘海域: 大英帝国・アイルランド沖
勝利条件: ドイツ第三帝国…敵輸送船撃沈
　　　　　大英帝国…………敵戦艦「ビスマルク」撃沈
海上輸送路破壊が予想以上の成果を上げていたドイツでは、完成した戦艦ビスマルクを通商破壊戦へ投入しようとしていた。38センチ砲を備えたビスマルクは屈強であり、同伴艦の重巡洋艦プリンツ・オイゲンも最新式の軍艦であった。しかし、ビスマルク出航の翌日には、早くもこの作戦はイギリスに知られていた。イギリス本国艦隊司令長官トーベイは投入しうる全艦隊を結集しビスマルク追跡を開始したのである。
- 幻の八八艦隊（※1）

戦闘年月: 1941年12月第1週
戦闘国:（攻撃）大日本帝国
　　　 （防衛）アメリカ合衆国
戦闘海域: アメリカ合衆国・ミッドウェイ沖
勝利条件: 大日本帝国………敵艦の全滅
　　　　　アメリカ合衆国…敵艦の全滅
イギリス空母艦隊によるタラント空襲が失敗に終わり、日米両海軍では航空機不要論が主流を占めるようになっていた。かわって第一次大戦をほうふつとさせる大艦巨砲主義が息を吹き返し、ついに1941年12月8日、南雲中将率いる新八八艦隊は、ハワイ・真珠湾において艦砲射撃による奇襲攻撃を行った。一方、演習でたまたま難を逃れた米戦艦艦隊は、ただちに追撃を開始。両軍はミッドウェイ沖で遭遇した。
補足: IFシナリオ。八八艦隊が実現し、真珠湾攻撃で戦艦ではなく空母が撃沈されたという設定。空母が登場せず、戦艦を中心とした艦隊で戦う。日本側には加賀型、天城型、紀伊型、十三号型艦といった新型戦艦が配備されているのに比べ、アメリカ側は隻数こそ同様に多いものの、サウスダコタ型などの新型戦艦は配備されておらず、日本側の方が質的に有利。
| 日本       | 日本     | 日本            | 日本     | アメリカ   | アメリカ             | アメリカ | アメリカ             |
| クラス     | 型名     | 艦種            | 艦名     | クラス     | 型名                 | 艦種     | 艦名                 |
| 超弩級戦艦 | 金剛型   | 巡洋戦艦 ↓ 戦艦 | 金剛     | 弩級戦艦   | サウス・カロライナ級 | 戦艦     | サウス・カロライナ   |
| 超弩級戦艦 | 金剛型   | 巡洋戦艦 ↓ 戦艦 | 比叡     | 弩級戦艦   | サウス・カロライナ級 | 戦艦     | ミシガン             |
| 超弩級戦艦 | 金剛型   | 巡洋戦艦 ↓ 戦艦 | 榛名     | 弩級戦艦   | デラウエア級         | 戦艦     | デラウエア           |
| 超弩級戦艦 | 金剛型   | 巡洋戦艦 ↓ 戦艦 | 霧島     | 弩級戦艦   | デラウエア級         | 戦艦     | ノース・ダコタ       |
| 超弩級戦艦 | 扶桑型   | 戦艦            | 扶桑     | 弩級戦艦   | フロリダ級           | 戦艦     | フロリダ             |
| 超弩級戦艦 | 扶桑型   | 戦艦            | 山城     | 弩級戦艦   | フロリダ級           | 戦艦     | ユタ                 |
| 超弩級戦艦 | 伊勢型   | 戦艦            | 伊勢     | 弩級戦艦   | ワイオミング級       | 戦艦     | ワイオミング         |
| 超弩級戦艦 | 伊勢型   | 戦艦            | 日向     | 弩級戦艦   | ワイオミング級       | 戦艦     | アーカンソー         |
| 超弩級戦艦 | 長門型   | 戦艦            | 長門     | 超弩級戦艦 | ニューヨーク級       | 戦艦     | ニューヨーク         |
| 超弩級戦艦 | 長門型   | 戦艦            | 陸奥     | 超弩級戦艦 | ニューヨーク級       | 戦艦     | テキサス             |
| 未成艦     | 加賀型   | 戦艦            | 加賀     | 超弩級戦艦 | ネバダ級             | 戦艦     | ネバダ               |
| 未成艦     | 加賀型   | 戦艦            | 土佐     | 超弩級戦艦 | ネバダ級             | 戦艦     | オクラホマ           |
| 未成艦     | 天城型   | 巡洋戦艦        | 天城     | 超弩級戦艦 | ペンシルヴァニア級   | 戦艦     | ペンシルヴァニア     |
| 未成艦     | 天城型   | 巡洋戦艦        | 赤城     | 超弩級戦艦 | ペンシルヴァニア級   | 戦艦     | アリゾナ             |
| 未成艦     | 天城型   | 巡洋戦艦        | 高雄     | 超弩級戦艦 | ニュー・メキシコ級   | 戦艦     | ニュー・メキシコ     |
| 未成艦     | 天城型   | 巡洋戦艦        | 愛宕     | 超弩級戦艦 | ニュー・メキシコ級   | 戦艦     | ミシシッピー         |
| 未成艦     | 紀伊型   | 戦艦            | 紀伊     | 超弩級戦艦 | ニュー・メキシコ級   | 戦艦     | アイダホ             |
| 未成艦     | 紀伊型   | 戦艦            | 尾張     | 超弩級戦艦 | テネシー級           | 戦艦     | テネシー             |
| 未成艦     | 紀伊型   | 戦艦            | 駿河     | 超弩級戦艦 | テネシー級           | 戦艦     | カリフォルニア       |
| 未成艦     | 紀伊型   | 戦艦            | 近江     | 超弩級戦艦 | コロラド級           | 戦艦     | コロラド             |
| 未成艦     | 十三号型 | 巡洋戦艦        | 十三号艦 | 超弩級戦艦 | コロラド級           | 戦艦     | メリーランド         |
| 未成艦     | 十三号型 | 巡洋戦艦        | 十四号艦 | 超弩級戦艦 | コロラド級           | 戦艦     | ウェスト・バージニア |
| 未成艦     | 十三号型 | 巡洋戦艦        | 十五号艦 | 超弩級戦艦 | ノース・カロライナ級 | 戦艦     | ノース・カロライナ   |
| 未成艦     | 十三号型 | 巡洋戦艦        | 十六号艦 | 超弩級戦艦 | ノース・カロライナ級 | 戦艦     | ワシントン           |

- マレー沖海戦（※2）

戦闘年月: 1941年12月第2週
戦闘国:（攻撃）大英帝国
　　　 （防衛）大日本帝国
戦闘海域: 大日本帝国・マレー沖
勝利条件: 大英帝国……全敵輸送船撃沈
　　　　　大日本帝国…敵戦艦「プリンス・オブ・ウェールズ」撃沈
1941年12月、日本は開戦を決定する。海軍の主戦力はハワイ奇襲を目指し、陸軍の南方作戦軍はマレーに向かった。目標は英軍極東支配の牙城、シンガポールである。8日午前1時、マレー半島の付け根に近いコタバルに日本軍が上陸すると、英軍東洋艦隊は上陸船団に奇襲をかけるべく出撃する。アフリカで座礁した空母が不在のため航空機の護衛を欠いてはいたが、新鋭戦艦プリンス・オブ・ウェールズ、巡洋戦艦レパルスを有するZ部隊はイギリスの誇る有力艦隊であった。
- Plan Red（※1）

戦闘年月: 1942年1月第4週
戦闘国:（攻撃）アメリカ合衆国
　　　 （防衛）大英帝国
戦闘海域: 大英帝国・カナリア沖
勝利条件: アメリカ合衆国…敵艦の全滅
　　　　　大英帝国…………敵艦の全滅
第一次大戦後、アメリカは世界の列強に対する総合作戦計画を作成していた。各国を色名で表すこの計画はレインボープランと呼ばれ、対日戦を意味するプラン・オレンジ、対独戦を表すプラン・ブラックなどがあった。ワシントン条約締結後、イギリスは日本との結びつきを強め、アメリカとの間は次第に険悪になっていった。両国間での戦争は避けられないものとみて、アメリカは対英作戦であったプラン・レッドを煮詰めることにした。そして1942 年、この作戦が形となって現れることになる。
補足: IFシナリオ。
- Plan Black（※1）

戦闘年月: 1942年1月第4週
戦闘国:（攻撃）ドイツ第三帝国
　　　 （防衛）アメリカ合衆国
戦闘海域: アメリカ合衆国・アメリカ東海岸沖
勝利条件: ドイツ第三帝国…敵艦の全滅
　　　　　アメリカ合衆国…敵艦の全滅
第一次大戦後、アメリカは世界の列強に対する総合作戦計画を作成していた。各国を色名で表すこの計画に対日戦を意味するプラン・オレンジ、対英戦を表すプラン・レッドなどが含まれていた。ワシントン条約締結後、ドイツはひそかに軍備を整備、日本・イタリアと結びイギリス・アメリカに宣戦を布告する。戦後のドイツの動きに懸念を抱いていたアメリカも対独用のプラン・ブラックを元に戦争計画を作り上げており、1942年、ついに両者が激突する日が訪れた。
補足: IFシナリオ。
- セイロン沖海戦

戦闘年月: 1942年4月第1週
戦闘国:（攻撃）大日本帝国
　　　 （防衛）大英帝国
戦闘海域: 大英帝国・インド洋
勝利条件: 大日本帝国…全敵飛行場破壊
　　　　　大英帝国……全敵正規空母（赤城、飛龍、蒼龍、翔鶴、瑞鶴）撃沈
1942年3月初旬、日本軍がジャワ島を攻略して南方作戦を達成したころ、マレー沖海戦で大敗したイギリス東洋艦隊はなんと戦艦五隻、空母三隻を基幹とする大艦隊に戻っていた。本国艦隊からの増援を受けた結果である。日本の当面の敵は太平洋の米艦隊ではあったものの、インド洋の展開するこの東洋艦隊もまた、軽視できる規模ではありえなかった。後顧の憂いを断つため、日本軍は南雲機動艦隊をイギリス東洋艦隊の根拠地であるセイロン島に派遣した。
- 珊瑚海海戦（※1）

戦闘年月: 1942年5月第1週
戦闘国:（攻撃）大日本帝国
　　　 （防衛）アメリカ合衆国
戦闘海域: アメリカ合衆国・珊瑚海
勝利条件: 大日本帝国………全敵正規空母（ヨークタウン、レキシントン）撃沈
　　　　　アメリカ合衆国…全敵正規空母（翔鶴、瑞鶴）撃沈
開戦以来、破竹の勢いで進撃していた日本軍は、オーストラリア大陸北部への侵攻を決定した。その手始めとしてニューギニア島南部ポートモレスビー攻略が企図された。ポートモレスビー方面の航空基地を確保し、南洋防衛の拠点にしようとする「MO作戦」である。上陸船団の護衛に翔鶴・瑞鶴を主力とする機動部隊が出撃した。しかしながら米軍もこれを探知。奇しくも世界初の空母同士の戦いが始まろうとしていた。
- ミッドウェー海戦

戦闘年月: 1942年6月第1週
戦闘国:（攻撃）大日本帝国
　　　 （防衛）アメリカ合衆国
戦闘海域: アメリカ合衆国・ミッドウェイ沖
勝利条件: 大日本帝国………全敵正規空母（ヨークタウン、エンタープライズ、ホーネット）撃沈
　　　　　アメリカ合衆国…全敵正規空母（赤城、加賀、飛龍、蒼龍）撃沈
日本軍は真珠湾で取り逃した米空母の殲滅を目的としてミッドウェイを目指そうとしていた。一方、日本軍の暗号解読にほぼ成功していたアメリカ軍は、日本軍の次の目標を知っていた。アメリカ軍は、日本軍側の空母数を把握するや、珊瑚海海戦で大破した空母ヨークタウンを強引に修理し、ミッドウェイでの迎撃に参戦させようとする。明らかに情報戦で日本は遅れをとったまま、ミッドウェイでの激突が始まろうとしていた。
- 第1次ソロモン海戦（※3）

戦闘年月: 1942年8月第2週
戦闘国:（攻撃）大日本帝国
　　　 （防衛）アメリカ合衆国
戦闘海域: アメリカ合衆国・ソロモン沖
勝利条件: 大日本帝国………全敵輸送船撃沈
　　　　　アメリカ合衆国…味方輸送船防衛
1942年8月7日。開戦以来守勢に立たされていた米軍はソロモン方面の奪回を目論み、ガタルカナル島で反攻の烽火を上げた。ウォッチタワー作戦の開始である。米第一海兵師団のガ島上陸を確認した日本軍司令部は、直ちに重巡洋艦を旗艦とする、第八艦隊を出撃させ、輸送船団の攻撃を命じた。米軍も警戒艦隊を周辺海域に投入しており、付近は緊迫の度を高めていた。翌、8日深夜。ガ島周辺で敵艦隊を発見した司令長官三川軍一中将は全軍に突撃を下命した。
- ペデスタル作戦（※1）

戦闘年月: 1942年8月第2週
戦闘国:（攻撃）大英帝国
　　　 （防衛）ドイツ第三帝国
戦闘海域: ドイツ第三帝国・西地中海
勝利条件: 大英帝国…………味方輸送船防衛
　　　　　ドイツ第三帝国…全敵輸送船撃沈
1942年、アフリカではドイツのロンメル将軍がナイルを目指してエル・アラメイン付近までイギリス軍を押し込めた。だがマルタ島に拠点を持つイギリス軍に補給を妨害され、さらなる前進は阻まれた。マルタ島はジブラルタルとスエズ運河を結ぶイギリス軍の要地であり、ドイツにとっては目の上のこぶであった。8月、イギリス軍は空母イーグルなど大艦隊の護衛をつけてマルタ行きの輸送船団を送り出すが、ドイツ軍がこれを見逃すはずはなかった。
- 第2次ソロモン海戦

戦闘年月: 1942年8月第4週
戦闘国:（攻撃）大日本帝国
　　　 （防衛）アメリカ合衆国
戦闘海域: アメリカ合衆国・ソロモン沖
勝利条件: 大日本帝国………全敵飛行場破壊
　　　　　アメリカ合衆国…敵艦の全滅
1942年、日本軍はフィジー・サモア方面への進出のため、ガタルカナル島に飛行場を建設した。だが、この動きはアメリカ軍に察知され、建設中の飛行場は占領されてしまう。日本は飛行場奪回を狙い、巡洋艦艦隊を派遣、哨戒中の連合軍艦隊を相手に勝利した。アメリカ艦隊をおおむね撃破したと判断した日本軍は、上陸部隊支援のため機動部隊を派遣。しかしアメリカ軍もフレッチャー提督率いる空母艦隊を派遣していた。ソロモン海域で、海戦の火蓋が再び切られようとしていた。
- サボ島沖夜戦（※2）

戦闘年月: 1942年10月第4週
戦闘国:（攻撃）大日本帝国
　　　 （防衛）アメリカ合衆国
戦闘海域: アメリカ合衆国・ソロモン沖
勝利条件: 大日本帝国………敵艦の全滅
　　　　　アメリカ合衆国…敵艦の全滅
ガタルカナル島奪取が容易でないと理解した大本営は、第二師団を投入した総攻撃を、1942年10月に計画。飛行場攻撃の任を負った第6戦隊はショートランド島泊地を出発する。10月17日、日本軍は連合艦隊主力の支援のもと、水上機母艦によるガ島への高速輸送を実行する。しかし、この情報は米軍にキャッチされていた。増援部隊の撃滅を指示されたスコット少将の艦隊は、水上レーダーを搭載し夜戦に強かった。彼らは、エスペランス岬沖から北上しながら輸送船を待ち受けた。
補足: シナリオ名はサボ島沖「夜戦」となっているが、海域突入時刻は選択できる（日中突入も可）。
- 南太平洋海戦

戦闘年月: 1942年10月第4週
戦闘国:（攻撃）大日本帝国
　　　 （防衛）アメリカ合衆国
戦闘海域: アメリカ合衆国・南太平洋
勝利条件: 大日本帝国………全敵正規空母（エンタープライズ、ホーネット）撃沈
　　　　　アメリカ合衆国…全敵正規空母（翔鶴、瑞鶴、隼鷹）撃沈
ガタルカナル島争奪戦はまだ激しく続いていた。1942年10月11日夜、米軍スコット艦隊は日本の輸送船団に奇襲をかけ、青葉など二隻が大破。13日夜には日本軍が金剛・榛名でヘンダーソン飛行場を砲撃し、基地内航空機の多数に被害を与えた。日本連合艦隊は、空母による空襲と戦艦を突入させての飛行場破壊を狙っていたが、米軍機動部隊も飛行場再襲撃に備えてキンケイド少将の空母部隊を哨戒に出していた。接近と離脱を繰り返し、双方が再決戦の時期をうかがっていた。
- バレンツ海海戦（※2）

戦闘年月: 1942年12月第4週
戦闘国:（攻撃）大英帝国
　　　 （防衛）ドイツ第三帝国
戦闘海域: ドイツ第三帝国・ノルウェー沖
勝利条件: 大英帝国…………味方輸送船防衛
　　　　　ドイツ第三帝国…全敵輸送船撃沈
ドイツ軍と東部戦線で戦うソ連軍の軍需物資は不足していた。戦車・戦闘機などを送るため英船団は北極航路でムルマンスクに向かう。過去、Uボード群などの攻撃でソ連向けの輸送船は大打撃を受けたため、英軍は速度の遅い輸送船を護衛しやすいように船団を分けた。最初のJW51A船団は無傷で到着し、次のB船団がスコットランドを出航する。一方、輸送船団の動きを察知したドイツはすかさず襲撃に向かう。ポケット戦艦リュッツォウ、重巡ヒッパーを含んだ戦隊は、イギリス軍に劣りはしなかった。
- アッツ島沖海戦（※1）

戦闘年月: 1943年3月第4週
戦闘国:（攻撃）アメリカ合衆国
　　　 （防衛）大日本帝国
戦闘海域: 大日本帝国・アリューシャン沖
勝利条件: アメリカ合衆国…全敵輸送船撃沈
　　　　　大日本帝国………味方輸送船防衛
ミッドウェイ攻略の陽動作戦として、日本軍はアッツ島を攻略していた。当初は、ミッドウェイ攻略後にアッツ島からは撤退する予定だったが、日本軍はミッドウェイ海戦で敗北。戦略上の意義も薄れたまま、アッツ島守備隊は撤退の機会を失っていた。極寒の地で設備もはかどらず、周囲を米軍に囲まれて補給も困難。アッツ島を取り巻く状況は厳しかった。1943年3月、細萱中将率いる艦隊に護衛された輸送船団がアッツ島に向けて出撃。その途上でアメリカ艦隊に迎撃される。
- イタリア降伏（※1）

戦闘年月: 1943年9月第2週
戦闘国:（攻撃）ドイツ第三帝国
　　　 （防衛）大英帝国
戦闘海域: 大英帝国・イタリア近海
勝利条件: ドイツ第三帝国…敵艦の全滅
　　　　　大英帝国…………敵艦の全滅
イタリアでは1943年6月にムッソリーニが失脚。秘密裏に連合国との和平交渉が進められ、9月に降伏した。ドイツは残存するイタリア艦隊が連合国に利用されるのを懸念し、先手を打ってイタリア軍の殲滅を図った。イタリア軍も連合国の指揮下で応戦、昨日までの同盟国が血を流し合う壮絶な激戦となった。
補足: IFシナリオ。ドイツ艦隊が欧州大陸を飛び越えていきなり地中海に出現という、史実ではもちろんゲーム上でも通常はありえないシナリオである。しかし、ドイツの第100爆撃航空団が降伏したイタリア王国が所有していた艦船を空撃し、イタリアの戦艦ローマを撃沈したのは事実である。
- ベララベラ海戦（※3）

戦闘年月: 1943年10月第1週
戦闘国:（攻撃）大日本帝国
　　　 （防衛）アメリカ合衆国
戦闘海域: アメリカ合衆国・ソロモン沖
勝利条件: 大日本帝国………敵艦の全滅
　　　　　アメリカ合衆国…敵艦の全滅
1943年8月、連合軍は防備の厚いコロンバンガラ島を素通りしてベララベラ島へ上陸した。日本軍はまず孤立したコロンバンガラ島からの撤収を行い、ブーゲンビル島の防衛に転用した。一方、ベララベラ島に残された部隊は食糧や物資の輸送を断たれ、次第に島の北西部へと追い詰められていく。10月6日、ベララベラ部隊の撤収を目指して、第三水雷戦隊がラバウルを出港した。哨戒機を出していた連合軍は日本軍南下の動きを知り、迎撃の構えを見せていた。
- マリアナ沖海戦

戦闘年月: 1944年6月第3週
戦闘国:（攻撃）大日本帝国
　　　 （防衛）アメリカ合衆国
戦闘海域: アメリカ合衆国・マリアナ沖
勝利条件: 大日本帝国………全敵輸送船撃沈
　　　　　アメリカ合衆国…全敵正規空母（大鳳、翔鶴、瑞鶴、隼鷹、飛鷹）撃沈
1944年、アメリカ軍の作戦速度は増しギルバード、マーシャル両諸島などを次々と占領していった。絶対国防圏の懐深くにあるマリアナ諸島が米軍に押さえられると、日本本土爆撃の可能性は高くなる。日本軍はマリアナを死守すべく、総力投入を決意する。小沢長官は航続距離で勝る飛行機を用いて、敵の攻撃機が届かない地点から攻撃するアウトレンジ戦法を考案した。日本機動部隊はマリアナ沖へと向かったが、その戦法を実行できるほど技量を持つ搭乗員は、もはや日本軍にはほとんどいなかった。
- レイテ沖海戦

戦闘年月: 1944年10月第4週
戦闘国:（攻撃）大日本帝国
　　　 （防衛）アメリカ合衆国
戦闘海域: アメリカ合衆国・レイテ沖
勝利条件: 大日本帝国………全敵輸送船撃沈
　　　　　アメリカ合衆国…味方輸送船防衛
1944年10月、日本軍航空戦力の撃滅を図った連合軍は台湾・フィリピンの日本軍基地を空襲した。迎撃した日本軍は、空母19隻を撃沈・大破させた大勝利と判断したが、実際は巡洋艦二隻の大破に過ぎず、空母三隻を失った日本側の被害はより甚大であった。10月17日、連合軍がレイテ湾に上陸すると、日本軍も「捷」一号作戦を発動して迎撃態勢をとる。もはや正面決戦できるほどの戦力がない日本軍は、空母をオトリにしながら敵輸送船の撃滅を目指そうとする。
- 坊の岬沖海戦

戦闘年月: 1945年4月第1週
戦闘国:（攻撃）大日本帝国
　　　 （防衛）アメリカ合衆国
戦闘海域: アメリカ合衆国・沖縄沖
勝利条件: 大日本帝国………全敵飛行場破壊
　　　　　アメリカ合衆国…敵戦艦「大和」撃沈
1945年4月1日、米軍が沖縄上陸を開始した。3月に硫黄島が陥落した時点で、日本軍は米軍の本土侵略を覚悟していた。ついに日本軍は「菊水作戦」を発動する。残存する戦艦大和以下の水上部隊で占領された沖縄飛行場の壊滅と周辺の空母撃退を企図したのである。だが航空支援のない艦隊の運命はもはや誰の目にも明らかだった。4月6日、伊藤整一中将指揮のもと大和は一千機の敵機が待ち受ける沖縄に向け、山口県徳山湾を出航した。
補足:（日本側でプレイした場合、）最高難易度。戦艦大和で沖縄の制海権を確保する。
- 日独最終決戦（※1）

戦闘年月: 1945年12月第4週
戦闘国:（攻撃）大日本帝国
　　　 （防衛）ドイツ第三帝国
戦闘海域: ドイツ第三帝国・アラビア海
勝利条件: 大日本帝国………敵艦の全滅
　　　　　ドイツ第三帝国…敵艦の全滅
アメリカ・イギリスが相次いで降伏し、第二次世界大戦はようやく終わりを告げた。だが、戦勝国である日本とドイツは中東の石油資源を巡って対立。両国の関係は次第に悪化する。日本は主力艦隊をアラビア海に派遣し、対するドイツもH型艦船を中心とした大艦隊で迎え撃つ準備を整えていた。大規模海戦の火蓋は、アラビア海で再び切られようとしていた。
補足: IFシナリオ。第二次世界大戦は枢軸国の勝利に終わるが、日本とドイツはアラビアの石油資源を巡り対立、決戦に至る。戦艦大和と戦艦長門を基幹とした日本連合艦隊とH級戦艦を主力としたドイツ帝国艦隊の最終決戦。
特殊セーブデータ
- ドイツ海軍最後の日（※4）（ドイツのみプレイ可能で領地は1つしかなく、侵攻され敗北すれば即ゲームオーバーと高難易度のシナリオ）
- 超技術大国アメリカ（※4）（日本のみプレイ可能で、シナリオは群狼作戦と同様だが、アメリカ軍の技術がオールMAXとすべての新兵器を所有している）

## 登場提督（日本は五十音順、他国はアルファベット順）

### 大日本帝国
- 阿倍弘毅
- 有馬正文
- 伊藤整一
- 井上成美
- 猪口敏平
- 宇垣纒
- 大森仙太郎
- 小沢治三郎
- 角田覚治
- 吉川潔
- 木梨鷹一
- 木村昌福
- 栗田健男
- 五藤在知
- 古村啓蔵
- 近藤信竹
- 志摩清英
- 城島高次
- 醍醐忠重
- 高木武雄
- 高須四郎
- 田中頼三
- 南雲忠一
- 西村祥治
- 橋本信太郎
- 原忠一
- 細萱戊子郎
- 三川軍一
- 山口多聞
- 山本五十六

### アメリカ合衆国
- アルフレッド・モントゴメリー
- アーロン・メリル
- オーブリ―・フィッチ
- アーサー・ラドフォード
- アーレイ・バーク
- クリフトン・スプレイグ
- チャールズ・ロックウッド
- チャールズ・マクモリス
- カールトン・ライト
- チェスター・ニミッツ
- ダニエル・キャラハン
- アーネスト・キング
- フレデリック・シャーマン
- フランク・フレッチャー
- G・F・ボーガン
- ハズバンド・キンメル
- ジョゼフ・クラーク
- ジョン・S・マッケーン
- J・W・リーブス
- ジェシー・オルデンドルフ
- マーク・ミッチャー
- ノーマン・スコット
- レイモンド・スプルーアンス
- ラルフ・E・デヴィソン
- ロバート・ゴームレー
- トーマス・キンケード
- ウィリス・リー
- ウィリアム・ハルゼー
- W・K・ハリル
- ウォルデン・エインズワース

### 大英帝国
- アンドリュー・カニンガム
- A・U・ウイリス
- バーナード・ウォーバートン・リー
- ブルース・フレーザー
- バートラム・ラムゼイ
- チャールズ・フォーブス
- ダドリー・パウンド
- H・H・ハーウッド
- ジェームズ・サマヴィル
- ジョン・グレゴリー・クレース
- ジョン・トーヴィー
- カレル・ドールマン（厳密にはオランダ海軍）
- ランスロット・ホランド
- ルイス・マウントバッテン
- P・バイアン
- ロバート・シャーブルック
- R・バーネット
- トーマス・フィリップス
- V・A・C・クラッチレー
- W・J・ホイットワース

### ドイツ第3帝国
- アウグスト・ティーレ
- エーリヒ・バイ
- エルンスト・リンデマン
- エーリヒ・レーダー
- ギュンター・リュッチェンス
- ハンス・ラングスドルフ
- ハンス＝ゲオルク・フォン・フリーデブルク
- ヘルムート・ブリンクマン
- ハンス・マイアー
- カール・デーニッツ
- オスカー・クメッツ
- オットー・クレッチマー
- オットー・シュニーヴィント
- オットー・チリアクス
- フリードリヒ・ボンテ
- ロルフ・カールス
- R・シュタンゲ
- テオドール・クランケ
- ヴィルヘルム・マルシャル
- ヴォルフガング・リュート